# جزيرة أراباوا
جزيرة أرابوا (التي كانت تُكتب سابقًا جزيرة أرابوا) هي جزيرة تقع في منطقة مارلبورو ساوند، في الطرف الشمالي الشرقي للجزيرة الجنوبية لنيوزيلندا. تبلغ مساحة الجزيرة 75 كيلومترًا مربعًا (29 ميلًا مربعًا). ويحدد مضيق الملكة شارلوت جانبه الغربي، بينما تقع في الجنوب قناة توري، التي تقع على الطريق البحري بين ويلينغتون في الجزيرة الشمالية إلى بيكتون. أضيق نقطة في مضيق كوك تقع بين رأس بيرانو في جزيرة أرابوا وكيب تيراوهيتي في الجزيرة الشمالية.

## تاريخ
وفقًا للتقاليد الشفهية الماورية، كانت الجزيرة هي المكان الذي قتل فيه الملاح العظيم كوبي الأخطبوط تي ويكي-آ-موتورانجي.
كان من تلة في جزيرة أرابوا في عام 1770 أن الكابتن جيمس كوك رأى لأول مرة الممر البحري من المحيط الهادئ إلى بحر تسمان، والذي كان يسمى مضيق كوك. لقد نفى هذا الاكتشاف فكرة الجغرافيين الراسخة عن وجود قارة جنوبية عظيمة، تيرا أوستراليس. تم إنشاء نصب تذكاري في Cook's Lookout في عام 1970.
منذ أواخر عشرينيات القرن التاسع عشر وحتى منتصف الستينيات، كانت جزيرة أرابوا قاعدة لصيد الحيتان في منطقة الأصوات. أنشأ جون جارد محطة ساحلية في تي عويتي في عام 1827، ولكن في البداية لم يكن بإمكانه سوى إنقاذ البالين حتى تم تجهيز المحطة لمعالجة زيت الحيتان اعتبارًا من عام 1830 فصاعدًا، مستهدفًا الحيتان الصحيحة. لاحقًا، تم استخدام المحطة الموجودة في بيرانو هيد على الساحل الشرقي للجزيرة لاصطياد الحيتان الحدباء من عام 1911 إلى عام 1964 (انظر صيد الحيتان في نيوزيلندا). يتم الآن تشغيل المنازل التي بنتها عائلة بيرانو كأماكن إقامة سياحية.
في العقد الأول من القرن الحادي والعشرين، انضم صيادو الحيتان السابقون من عائلات بيرانو وهيبرلي، الذين يعيشون في أراباوا، إلى برنامج اكتشاف الحيتان التابع لإدارة الحفاظ على البيئة لتقييم كيفية تعافي أعداد الحيتان الحدباء منذ نهاية صيد الحيتان.
في أغسطس 2014، تم تغيير تهجئة اسم الجزيرة رسميًا من أراباوا إلى أرابوا.

## الحفظ
تم تطهير أجزاء من الجزيرة بشكل كبير من النباتات المحلية في الماضي من خلال الحرق وقطع الأشجار، وتم زراعة عدد من غابات الصنوبر في الجزيرة. يتم تسميم أشجار الصنوبر البرية، وهي من الأنواع الغازية في بعض أجزاء نيوزيلندا، في الجزيرة للسماح للنباتات المحلية المتجددة بالنمو. سيتم قتل حوالي 200 هكتار (490 فدانًا) في نقطة رووموكو في الجزء الجنوبي الشرقي من الجزيرة عن طريق حفر ثقوب في الأشجار وحقن السم.
تشتهر جزيرة أرابوا بسلالات الحيوانات الأليفة التي لا توجد إلا في الجزيرة - خنزير أراباوا، وخروف أراباوا، وماعز أراباوا. تم تأسيسها في القرن التاسع عشر، لكن أصل السلالات غير مؤكد، وهو أمر يخضع لبعض التكهنات. الاقتراحات الشائعة هي أنها سلالات إنجليزية قديمة قدمها صائدو الحيتان الأوائل، أو الكابتن كوك أو غيره من المستكشفين الأوائل. انقرضت هذه السلالات الآن في إنجلترا، كما يتم الآن تربية الماعز التي تعيش في محمية بالجزيرة في أجزاء أخرى من نيوزيلندا وفي نصف الكرة الشمالي.
تعد جزر براذرز الصغيرة، التي تقع قبالة الساحل الشمالي الشرقي لجزيرة أرابوا، ملاذًا للتواتارا النادرة في جزيرة براذرز.

## أنظر أيضاً
- قائمة جزر نيوزيلندا